# I Am the Pretty Thing That Lives in the House
I Am the Pretty Thing That Lives in the House är en kanadensisk-amerikansk gotisk, övernaturlig skräckfilm, som släpptes på Netflix den 28 oktober 2016. Filmen är skriven och regisserad av Oz Perkins, och har Ruth Wilson i huvudrollen. Även Paula Prentiss, som dessförinnan inte har haft någon större filmroll på trettio år, medverkar i filmen.

## Handling
Filmens handling kretsar kring den ängsliga och lättskrämda hemvårdaren Lily Saylor, som en dag blir anställd för att ta hand om den demensdrabbade skräckförfattaren Iris Blum, hemma i hennes avlägsna hus i Braintree i Massachusetts. Men det varken Lily eller Iris till en början vet, är att hela huset bär på många hemligheter. Och dessa hemligheter leder till ett gift gammalt 1800-talspar, som under mystiska omständigheter försvann på sin bröllopsdag.

## Rollista (i urval)
| Ruth Wilson    | – Lily Saylor   |
| Paula Prentiss | – Iris Blum     |
| Bob Balaban    | – Mr. Waxcap    |
| Lucy Boynton   | – Polly Parsons |